# Celine Rieder
Celine Rieder (* 18. Januar 2001 in Wittlich) ist eine deutsche Schwimmerin. Sie schwimmt für die Neckarsulmer Sport-Union, trainiert jedoch seit mehreren Jahren beim SC Magdeburg unter Bundestrainer Bernd Berkhahn.

## Leben
Celine Rieder nahm, als jüngste deutsche Teilnehmerin, an den Schwimmweltmeisterschaften 2017 über 1500 und 800 m Freistil teil. Dabei erreichte sie den zwölften und elften Rang.
Bei den Schwimmeuropameisterschaften 2024 in Belgrad erreichte sie über 1500 m Freistil den 2. Platz. Mit der 4 × 200-Meter-Freistil-Staffel erzielte sie Rang 4, während sie über die 5-km-Distanz im Freiwasser Siebte wurde.
Bei den Weltmeisterschaften 2025 in Singapur wurde Rieder fünfte über fünf Kilometer Freiwasser. Die Goldmedaille errang sie als Mitglied der 4-mal-1,5-km-Staffel – mit Oliver Klemet, Isabel Gose und Florian Wellbrock.

## Erfolge
- Schwimmweltmeisterschaften 2025
  - Gold in der 4 × 1500 m Staffel

- Schwimmeuropameisterschaften 2024
  - Silber über 1500 m Freistil

- Deutsche Schwimmmeisterschaften 2019
  - Bronze über  800 m Freistil
  - Bronze über 1500 m Freistil

- Deutsche Schwimmmeisterschaften 2018
  - Bronze über 800 m Freistil
  - Silber über 1500 m Freistil

- Deutsche Schwimmmeisterschaften 2017
  - Gold über 1500 m Freistil

- Deutsche Schwimmmeisterschaften 2016
  - Gold über 800 m Freistil
  - Silber über 1500 m Freistil

- Jugend-Schwimmeuropameisterschaften 2018
  - Silber über 800 m Freistil
  - Silber über 1500 m Freistil

- Jugend-Schwimmeuropameisterschaften 2016
  - Silber über 1500 m Freistil